# Vraiville
Vraiville és una població i comuna francesa, en la regió de Normandia, departament de l'Eure.